# Aeroportul Tongliao
Aeroportul Tongliao (IATA: TGO, ICAO: ZBTL) este un aeroport din Mongolia Interioară, Republica Populară Chineză ce deservește zona Tongliao⁠(d). Aeroportul a fost tranzitat în 2022 de 545.158 de pasageri. A fost numit după zona deservită.
Situat la o altitudine de 730 m, aeroportul dispune de o singură pistă.